# Horacio Ballesteros
Pour les articles homonymes, voir Ballesteros.
Humberto Horacio Ballesteros Hernández, plus couramment appelé Horacio Ballesteros ou H.H. Ballesteros, né le 8 mai 1944 à Buenos Aires en Argentine et mort le 24 juin 2024, est un footballeur argentin naturalisé péruvien qui joue au poste de gardien de but.

## Biographie

### Carrière de joueur

#### En club
Horacio Ballesteros arrive au Pérou en 1971 fort d'une longue expérience dans son Argentine natale à River Plate d'abord en 1966, mais surtout à Lanús avec 95 matchs en championnat entre 1967 et 1970.
Il se fait un nom au sein de l'Universitario de Deportes de Lima avec 112 matchs joués entre 1971 et 1974. Il y remporte deux championnats du Pérou en 1971 et 1974 en plus d'atteindre la finale de la Copa Libertadores en 1972.
Ballesteros poursuit sa carrière au Millonarios en Colombie où il dispute 65 rencontres entre 1975 et 1976. Il revient au Pérou pour y terminer sa carrière : Atlético Chalaco, Sport Boys puis Deportivo Municipal où il tire sa révérence en 1982.

#### En équipe nationale
Resté vivre au Pérou, il se voit refuser sa naturalisation en 1973 par le gouvernement du général Juan Velasco Alvarado ce qui l'empêche de jouer pour l'équipe du Pérou lors des éliminatoires de la coupe du monde 1974. En 1977, il se voit préférer Ramón Quiroga, un autre argentin naturalisé, au poste de gardien de la sélection péruvienne ratant l'occasion de jouer la Coupe du monde 1978 en Argentine. 
Il reçoit tout de même deux sélections avec le Pérou, deux matchs amicaux disputés face à l'Argentine et l'Uruguay, les 10 et 24 novembre 1976, respectivement,.

### Carrière d'entraîneur
Devenu entraîneur, il dirige le Ciclista Lima en D1 péruvienne en 1996. En 2008, il est à la tête de l'UTC de Cajamarca en 2e division.

## Palmarès(joueur)
Universitario de Deportes
| - Championnat du Pérou (2) : - Champion : 1971 et 1974. |  | - Copa Libertadores : - Finaliste : 1972. |